# Rudolf Frey (Mediziner)
Rudolf Frey (* 22. August 1917 in Heidelberg; † 23. Dezember 1981 in Mainz) war ein deutscher Chirurg und Anästhesist sowie Gründer des Club of Mainz. Er war ein Pionier der Anästhesiologie in Deutschland und Europa.

## Leben und Karriere
Frey legte im Jahr 1937 in Heidelberg sein Abitur ab und studierte in München (1939), Tübingen (1941), Freiburg im Breisgau (1941), Straßburg und Heidelberg (1939, 1940, 1941 bis 1943), wo er 1939 Mitglied der Burschenschaft Vineta wurde. 1937 bis März 1939 leistete er seinen Wehrdienst bei einer Infanterieabteilung. 1943 legte er in Heidelberg das medizinische Staatsexamen ab und wurde dort 1944 mit seiner Dissertation Hautschäden bei Arsenvergiftung promoviert. Vom Juli 1940 bis April 1945 war er eingezogen bei der Heeres-Sanitätsabteilung in Prag und bis Juni 1945 in russischer Kriegsgefangenschaft. 1945 wurde er Assistenzarzt in Heidelberg, arbeitete an der Chirurgischen Klinik der Universität Heidelberg bei Karl Heinrich Bauer, einem den Rettungsdienst modernisierenden Chirurgen, und erhielt 1949 die Facharztanerkennung für Chirurgie. Im Jahr 1950 wurde er Leiter der Abteilung Anästhesie der Chirurgischen Klinik. Seine Facharztweiterbildung für die Anästhesie absolvierte er in Heidelberg, Basel, Paris, Rochester und Boston. 1952 habilitierte er sich in Heidelberg (Vergleichende Untersuchung der muskelerschlaffenden Mittel) und wurde Privatdozent für Anästhesie. 1956 wurde er in Heidelberg wissenschaftlicher Assistent und im gleichen Jahr außerplanmäßiger Professor. 1959/60 war er als Gastprofessor an Chirurgischen Klinik in Mainz tätig, wo der Anästhesiologe Friedrich Wilhelm Ahnefeld seine Facharztprüfung absolvierte. 1960 wurde Frey Extraordinarius (außerordentlicher Professor) für Anästhesiologie an der Johannes Gutenberg-Universität in Mainz am ältesten Institut für Anästhesiologie Deutschlands. 1962 wurde er Direktor des Instituts für Anästhesiologie und 1967 ordentlicher Professor für Anästhesiologie in Mainz. 1981 wurde er emeritiert. Nach dem Tod seines Sohnes 1980 beging er 1981 Suizid.

## Werk
In Mainz entwickelte er zahlreiche Programme, die in der Anästhesiologie, Wiederbelebung, Intensiv-, Notfall- und Katastrophenmedizin, in der Schmerzbehandlung und in den Problemen der Ethik seinen internationalen Rang begründeten. Mit umfangreichen wissenschaftlichen Arbeiten zu allen Fragen seines Fachgebietes ist Frey in der internationalen Literatur ausgiebig repräsentiert. Auf seine Initiative hin wurde die Unfallrettung mit Hubschraubern und Notarztwagen entwickelt. Mit dem Deutschen Roten Kreuz, dessen Bundarzt er seit 1967 war, führte er den ersten Notarztwagen in Deutschland ein.
Frey war ein Pionier der Anästhesiologie in Deutschland und wurde schon als Facharzt für Anästhesie anerkannt, bevor das Fach in die deutsche Facharztordnung aufgenommen wurde. Er war der Erste, der sich in Deutschland in Anästhesiologie habilitierte und der erste Professor für Anästhesiologie in Deutschland.
Im Jahr 1952 war er mit Otto Mayrhofer und Werner Hügin Gründungsherausgeber der Zeitschrift Der Anästhesist und 1955 veröffentlichte er mit Mayrhofer und Hügin das erste deutschsprachige Anästhesie-Lehrbuch.
Zu seinen bedeutendsten Schülern gehörten unter anderem Friedrich Wilhelm „Fritz“ Ahnefeld, Wolfgang Dick (1936–2021), Miklós Halmágyi, Hans Nolte und Karl-Heinz Weis (* 1927).

## Ehrungen und Mitgliedschaften
Im Jahr 1953 war er Mitgründer der Deutschen Gesellschaft für Anästhesie, 1953 bis 1976 deren Schriftführer und deren Ehrenmitglied seit 1977. Neben vielen Ehrungen, Mitglied- und Ehrenmitgliedschaften der Fachvereinigungen in Frankreich, England (er war Fellow of the Faculty of Anaesthetists of the Royal College of Surgeons of England, FFARCS), Italien, USA, Japan und Südafrika, darunter der von ihm geleiteten Committee of Cardiopulmonal Reanimation, des Weltbundes der Anästhesiegesellschaften (World Federation of Society of Anesthesiologists, deren Mitglied und Vizepräsident er seit 1955 war), gründete und führte er ab 1971 den Club of Mainz, die heutige World Association for Disaster and Emergency Medicine, eine Organisation für weltweite Notfall- und Katastrophenmedizin. Seit 1990 verleiht die Deutsche Gesellschaft für Anästhesiologie und Intensivmedizin für besondere Verdienste in der Notfallmedizin die Rudolf-Frey-Medaille. Er erhielt das Bundesverdienstkreuz 1. Klasse und den Ehrenring des Landes Salzburg. Des Weiteren wurde er mit dem Goldenen Dieselring, der Gutenbergplakette der Stadt Mainz und der Ernst-von-Bergmann-Plakette sowie der Ehrenbürgerschaft des Staates Maryland USA und der Ehrenmedaille des Taiwan Medical College geehrt.

## Sonstiges
Er war an der Pflege der Hungerstreikenden der RAF-Gefangenen in Zweibrücken beteiligt, als sich kein anderer lokaler Arzt dazu bereitfand.

## Veröffentlichungen (Auswahl)
- mit Werner Hügin und Otto Mayrhofer: Lehrbuch der Anaesthesiologie und Wiederbelebung. Springer, Berlin/Basel/Wien 1955; 2. Auflage Berlin / Heidelberg / New York 1971.
- mit Peter Safar (Hrsg.): Disaster Medicine. 3 Bände. Springer Verlag, Berlin / Heidelberg / New York / Tokyo 1980–1981, Band 1 und 2, 1980.
  - Band 1: Types and Events of Disasters Organization in Various Disaster Situations (= Proceedings of the International Congress on Disaster Medicine, Mainz 1977. Teil 1). 1980, ISBN 3-540-09043-6
  - Band 2: Resuscitation and Life Support in Disasters Relief of Pain and Suffering in Disaster Situations (= Proceedings of the International Congress on Disaster Medicine, Mainz 1977. Teil 2). 1980, ISBN 3-540-09044-4.